# Brienno
Brienno est une commune italienne de la province de Côme, dans la région Lombardie.

## Communes limitrophes
Argegno, Carate Urio, Laglio, Nesso, Schignano